# بايركس (لغة برمجة)
بايراكس (بالإنجليزية: Pyrex) هي لغة برمجة أنشأت بغرض تسهيل عملية إنشاء وحدات بايثون. وصيغتها النحوية قريبة جدا من لغة بايثون.

## وصلات خارجية
- الموقع الرسمي.